# فرودگاه سن-اتین
فرودگاه سن-اتین (به انگلیسی: Saint-Étienne – Bouthéon Airport) (به زبان بومی: Aéroport de Saint-Étienne - Bouthéon) یک فرودگاه همگانی با کد یاتا EBU است که یک باند فرود آسفالت دارد و طول باند آن ۲۳۰۰ متر است. این فرودگاه در شهر سن‌اتین کشور فرانسه قرار دارد و در ارتفاع ۴۰۴ متری از سطح دریا واقع شده‌است.

## شرکت‌های هواپیمایی و مقصدهای پروازی
| شرکت‌های هواپیمایی    | مقصدهای پروازی                 |
| -------------------- | ------------------------------ |
| آتلانتیک ایر اسیستنس | اس سینیا وهران، این ارنات      |
| پگاسوس ایرلاینز      | صبیحه گوکچن                    |
| رایان‌ایر             | فس-سایس، فرنسیسکو جسا کارنئیرو |